# Sepedon neavei
Sepedon neavei är en tvåvingeart som beskrevs av Steyskal 1956. Sepedon neavei ingår i släktet Sepedon och familjen kärrflugor. Inga underarter finns listade i Catalogue of Life.